# José Narciso Rovirosa (Balancán)
José Narciso Rovirosa es un ejido del municipio de Balancán ubicado en la subregión de los Ríos del estado mexicano de Tabasco.

## Geografía
La localidad se ubica a 28.8 kilómetros (en dirección sur) de la localidad de Balancán de Domínguez, la cabecera y lugar más poblado del municipio. Se sitúa en las coordenadas geográficas 18°03′55″N 91°33′16″O / 18.065278, -91.554444, a una elevación de 10 metros sobre el nivel del mar.

## Demografía
Según el Conteo de Población y Vivienda 2020, efectuado por el Instituto Nacional de Estadística y Geografía, la localidad de José Narciso Rovirosa tiene 61 habitantes, de los cuales 28 son del sexo masculino y 33 del sexo femenino. Su tasa de fecundidad es de 3.17 hijos por mujer y tiene 18 viviendas particulares habitadas.
| Gráfica de evolución demográfica de José Narciso Rovirosa entre 1990 y 2020 |
|                                                                             |
| INEGI.                                                                      |